# Sächsischer Heilbäderverband
Im Sächsischen Heilbäderverband e.V. haben sich Kurorte, Kurkliniken, Gesundheitsbäder, Kur- und Wellnesshotels sowie Institutionen im Freistaat Sachsen organisiert, um im Kur- und Bäderwesen und im Bereich des Gesundheits- und Wellnesstourismus zusammenzuarbeiten. Nach dem Sächsischen Kurortegesetz (SächsKurG) ist der Verband ständiges Mitglied des Fachbeirates. Der Verband wurde am 17. Mai 1990 in Bad Gottleuba gegründet und hat seinen Sitz in Dresden. 2010 trat der Landesverband aus dem Deutschen Heilbäderverband aus.

## Aufgaben und Ziele
Im Verband sind staatlich anerkannte therapeutische Kureinrichtungen, wissenschaftliche Forschungseinrichtungen, Gesundheitsbäder und Wellnesseinrichtungen zusammengeschlossen. Dem Verband gehören neben den staatlich anerkannten Kurorten auch Orte an, die eine Anerkennung als Kurort zeitnah anstreben. Im Rahmen der Mitwirkung im Landesfachbeirat gemäß SächsKurG berät der Verband das Sächsische Staatsministerium für Wirtschaft, Arbeit und Verkehr bei den Entscheidung über die Prädikatisierung von Kur- und Erholungsorten in Sachsen und unterstützt die Orte und Einrichtung im Bewerbungsverfahren.
Eine der Hauptaufgaben des Verbandes ist es, Patienten und Gäste zu Indikationen und Angeboten der Kurorte und Kureinrichtungen in Sachsen, über die sie aufgrund ihrer besonderen natürlichen Heilmittel und Heilverfahren verfügen, zu beraten.
Der nicht zum Zwecke der Gewinnerzielung gegründete Heilbäderverband berät und vertritt die Interessen der Mitglieder gegenüber der Staatsregierung, Organisationen und Behörden und Kostenträgern. Er fördert die Nachhaltigkeit der wirtschaftlichen Entwicklung der sächsischen Kur- und Gesundheitseinrichtungen sowie der staatlich anerkannten Kurorte. Gleichzeitig fördert der Verband den wissenschaftlichen Austausch zwischen den Kureinrichtungen und den balneologischen Forschungseinrichtungen. Der Sächsische Heilbäderverband  berät und unterstützt seine Mitglieder in Fragen des Bäderwesens und des Gesundheitstourismus. Darüber hinaus koordiniert der Verband die Werbung für die Kureinrichtungen und Kurorte.

## Organe
Die Organe des Verbandes sind die Mitgliederversammlung und der Vorstand sowie der Marketingausschuss und themenbezogene Arbeitsgruppen. Seit 2022 ist Ricarda Lorenz (Thermalbad Wiesenbad) Präsidentin des Verbandes. Als Vizepräsident wurde Michael Hultsch (Bad Lausick) und als Schatzmeisterin Dr. Kathrin Bösecke-Spapens (Bad Schlema) gewählt.

## Mitglieder
Mitglieder sind staatlich angekannte Kurorte bzw. Orte, die das Prädikat anstreben, Kurkliniken, Gesundheitsbäder, Wellness-/Kurhotels sowie balneologische Forschungseinrichtungen.

### Kurorte
- Bad Brambach
- Bad Düben
- Bad Elster
- Bad Gottleuba-Berggießhübel
- Bad Lausick
- Bad Muskau
- Bad Schandau
- Bad Schlema
- Kurort Oberwiesenthal
- Kurort Rathen
- Thermalbad Wiesenbad
- Warmbad

### Kurkliniken
- Vogtland-Klinik für Rehabilitation Bad Elster
- Falkenstein-Klinik Bad Schandau
- Kirnitzschtal-Klinik Bad Schandau
- Klinik Bavaria Kreischa
- Rehabilitationsklinik Miriquidi Thermalbad Wiesenbad
- Mutter-Vater-Kind-Vorsorgeklinik AWO Gesundheitszentrum am Spiegelwald Grünhain-Beierfeld

### Wellness-/Kurhotels
- HEIDE SPA Hotel & Resort Bad Düben
- Kulturhotel Fürst Pückler Park Bad Muskau

### Gesundheitsbäder
- HEIDE SPA Bad Düben
- Toskana Therme Bad Schandau

### Institutionen
- Verband der Privatkliniken in Sachsen und Sachsen-Anhalt e.V.
- Deutsches Institut für Gesundheitsforschung gGmbH
- Staatliche Studienakademie Breitenbrunn

## Publikationen
- Sächsischer Heilbäderverband (Hrsg.): Sächsisches Bäderbuch. City-Verlag, Chemnitz 1994 (mehrere Jahrgänge)
- Bernd Geisler und Sächsischer Heilbäderverband (Hrsg.): Sächsisches Kur- und Bäderbuch. City-Verlag, Chemnitz 1996, 1998
- Sächsischer Heilbäderverband (Hrsg.): Kinderkuren in Sachsen, City-Verlag, Chemnitz 1998
- Sächsischer Heilbäderverband (Hrsg.): Sächsisches Bäderbuch: Kurorte in Sachsen, Vorsorge – Rehabilitation, 2004
- Sächsischer Heilbäderverband (Hrsg.): Kuren und Wellness in Sachsen : mir zuliebe, 2013 und 2014
- Sächsischer Heilbäderverband (Hrsg.): Sachsen Vital, Magazin, 2015, 2016, 2017, 2018, 2019, 2020, 2021, 2022, 2023